# Jurament de pau i treva del comte Pere Ramon de Pallars Jussà al bisbe d'Urgell
El Jurament de pau i treva del comte Pere Ramon de Pallars Jussà al bisbe d'Urgell (1098–1112) és un document de pau i treva escrit per Pere Ramon de Pallars Jussà. El text, trobat a sant Ot d'Urgell, està escrit pràcticament tot en català i destaca per una gran riquesa d'antropònims. Malgrat tot, no es tracta d'un text original, sinó una còpia realitzada en un cartulari segurament en el segle xiii.

## Text
El text, transcrit per Josep Moran és el següent:
| « | Juro ego Pere Ramon comte, fil de Valenca comtessa, che, d'achesta hora enant, treva & paz tenré & a mons òmens tener la mannaré, axí co lo bispe feta la à escriure; & si negú mon ome de pallars la au[rà] franta ne la fran, a Déu & al bisbe per destrénner e per redérce[r], aitoris l'en seré; & acsí com damont és escrit & hom líge[r]-i o pod, só o tenré & o atendré a Déu & al bispe senes engan, per Déu & ista IIIIor evangelia. Arnall Ramon Dimiliter. Tedball Ramon Similiter. Pere Guillem Similiter. Bernard Guillem. R. Bernard. Pere Rodger. Rodlan Rodger. Ramon Pere. Ecard de Mur. Guillem Arnall de Bastruc. Bernard Bernard de Tenrui. Berenger Borrell. Ramon Brocard. Od de Mur. G. Jozfred. Utalard. Ramon Guinaman. Girbert Amad. Rodger de Montanna[na]. Pepín de Girveta. Dalmaz Isarn. Pere R. de Pugcercós. Arnall Pere de Girveta. R. Mir de Clarmont. Arnall Rodger. Girber[t] Ug & suos filios. Berenger Ramon de Mur. Berenger Ramon de Liminnana. Pere R. de Terraca. Oliver de Eroles. Martí Pere. Ramon Pere de [Cellers]. Ug de Guàrdia. Bernard Amad. Ramon Adalbert. Pere Ferrer. Pere Gid. Mir Ramon de Claverol. Vidià de Galiner. Ramon Pere de Talarn. R. Ramon d'Orcall. Bernard Eriman. Bernard Ogger de Tenrui. Ber… Ramon. Pere Ramon de Eril. Bertran At. Arnall Guilabert. Omnes isti iuraverunt treguam & pacem. | » |
| — Arxiu Capitular de la Seu d'Urgell, Liber Doraliarum Ecclesiae Urgellensis, vol. I, foli 199v., doc. 649. | |   |